# Talacogon
Talacogon è una municipalità di terza classe delle Filippine, situata nella Provincia di Agusan del Sur, nella Regione di Caraga.
Talacogon è formata da 16 baranggay:
- Balucan
- BuenaGracia
- Causwagan
- Culi
- Del Monte
- Desamparados
- La Flora
- Labnig
- Maharlika
- Marbon
- Sabang Gibung
- San Agustin (Pob.)
- San Isidro (Pob.)
- San Nicolas (Pob.)
- Zamora
- Zillovia